# Tell Me (canção de The Rolling Stones)
"Tell Me" é uma canção da banda britânica de rock The Rolling Stones. Lançada em seu primeiro álbum The Rolling Stones, em 13 de junho de 1964. Foi composta pela dupla Mick Jagger e Keith Richards. O single alcançou a posição #24 nos Estados Unidos e #1 na Suécia. Ele não foi lançada como single no Reino Unido.

## Composição
Escrita pelo vocalista Mick Jagger e o guitarrista Keith Richards, "Tell Me" é um balada pop. Richie Unterberger, do Allmusic, disse em sua resenha da canção, "É de salientar ... que os Rolling Stones, ainda em 1964, foram mais versáteis e abertos para o blues não-enraizado do que muitas vezes é reconhecido pela crítica". Das duas canções anteriores, os Rolling Stones confirmam esta observação: um foi "I Wanna Be Your Man" de Lennon-McCartney (mais tarde também gravada por The Beatles); outro foi "Not Fade Away" de Buddy Holly.
Jagger disse em uma entrevista de 1995 à revista Rolling Stone: "['Tell Me'] é muito diferente de fazer covers R&B ou Marvin Gaye cobre e tudo o que há uma sensação definitiva sobre isso. É uma música bem pop, ao contrário de todas as canções de blues e de covers da Motown, que todos fizeram na época".
A letra da canção é um vislumbre de um relacionamento fracassado e tentativa do vocalista de reconquistar o amor de uma garota:
| “ | I want you back again; I want your love again; I know you find it hard to reason with me – But this time it's different, darling you'll see | ” |

| “ | Eu quero você de volta, eu quero seu amor de novo; Eu sei que você achar que é difícil argumentar comigo - Mas desta vez é diferente, querida você vai ver | ” |

Em relação às letras, Unterberger diz: "Quando [Jagger e Richards] começaram a escrever músicas, eles não foram geralmente obtidos a partir do blues, mas foram muitas vezes surpreendentemente fey, lentos, Beat números do tipo pop...'Tell Me' tinha bastante base acústica, com um ar triste, quase desanimado. linhas Após o silêncio sobre o fim do romance, o ritmo e a melodia tanto iluminar..."

## Gravação e lançamento
"Tell Me" foi gravado em Londres em fevereiro de 1964, versões com e sem Ian Stewart no piano foram cortadas. Jagger disse: "Keith estava tocando harmonias e a Twelve-string cantando no mesmo microfone com a Twelve-string. Gravamos em um estúdio minúsculo no West End de Londres chamado Regent Sound, que era um estúdio de demonstração. Acho que todo aquele álbum foi gravado lá".
Richards disse em uma entrevista de 1971 à revista Rolling Stone, "Tell Me... foi um dub. Metade dos registros foram dublo em que o primeiro álbum, que Mick e eu e Charlie e eu ia colocar um baixo em ou talvez Bill era lá e ele colocou um baixo diante. "Vamos colocá-lo para baixo, enquanto nos lembramos isso", ea próxima coisa que sabemos é, 'Oh, olhe, faixa 8 é que dub fizemos alguns meses atrás." Isso é o pouco controle que tinha".
Prensagens iniciais do lançamento no Reino Unido do álbum de estréia erroneamente incluiu a versão piano-menos de "Tell Me",. Todos os releases têm caracterizado a versão com piano.
Em junho de 1964 "Tell Me" foi lançada como single apenas nos Estados Unidos. Ele alcançou a posição #24 para duas semanas, e com duração de um total de 10 semanas no Billboard Hot 100. O lado B foi um cover da canção de Willie Dixon "I Just Wanna Make Love to You". Os Rolling Stones cantaram a música no show em 1964 e 1965.
"Tell Me" foi re-lançado em compilações Big Hits (High Tide and Green Grass), More Hot Rocks (Big Hits & Fazed Cookies) e Singles Collection: The London Years.
A canção foi usada no filme de Martin Scorsese filme Mean Streets (1973).

## Outras versões
- Ela foi cover do primeiro álbum do The Grass Roots, Where Were You When I Needed You de 1966.
- The Dead Boys feiz um cover desta canção em seu segundo álbum We Have Come for Your Children, de 1978.
- Cassell Webb gravou uma versão para seu álbum Convesations at Dawn, de 1900. Também foi lançado como single.
- The Termites fez um cover desta música e pode ser encontrado em Girls in the Garage vol 1 em cd, e Girls in the Garage vol 4 em vinil.

## Créditos
- Mick Jagger:  vocalista
- Brian Jones: Guitarra de solo, tambourine, backing vocals
- Keith Richards: 12 string acoustic guitar, backing vocals
- Ian Stewart: piano
- Charlie Watts: bateria
- Bill Wyman: baixo, backing vocals